# Songs We Sing
Songs We Sing es el primer álbum de estudio del intérprete y compositor estadounidense Matt Costa. Lanzado inicialmente por una discográfica independiente en julio de 2005, fue reeditado (modificando la lista de canciones) por Brushfire Records en marzo de 2006.

## Lanzamiento independiente (2005)
Songs We Sing fue originalmente sacado al mercado por la productora independiente Venerable Media. Dentro se podían encontrar las canciones "Desire's Only Fling", "Whiskey & Wine", y "Shimmering Fields" que fueron descartadas posteriormente por Brushfire Records

### Lista de canciones
1. "Yellow Taxi" - 3:41
2. "Astair" - 2:57
3. "Oh Dear" - 2:13
4. "Cold December" - 4:19
5. "Desire's Only Fling" - 2:54
6. "Sweet Rose" - 2:45
7. "Songs We Sing" - 3:12
8. "Sunshine" - 2:24
9. "Whiskey & Wine" - 2:49
10. "Shimmering Fields" - 2:19
11. "Behind the Moon" - 3:35
12. "Wash Away" - 3:54

## Lanzamiento bajo el selloBrushfire(2006)
Songs We Sing fue reeditado en el 2006 por la compañía propiedad del también intérprete y amigo personal de Costa, Jack Johnson: Brushfire Records. El álbum contenía canciones inéditas y un orden en la lista de canciones diferente al de la edición original.
Las canciones nuevas que incluía el álbum eran: "These Arms", "I Tried", "Ballad of Miss Kate", y "Sweet Thursday". Además en algunos países europeos se lanzó con Lullaby como bonus track. Esta última canción junto a las cuatro anteriores ya habían sido editadas por Costa en The Elasmosaurus EP.

### Lista de canciones
1. "Cold December" - 4:19
2. "Astair" - 2:58
3. "Sweet Thursday" - 4:31
4. "Sunshine" - 2:36
5. "These Arms" - 4:10
6. "Ballad of Miss Kate" - 4:30
7. "Sweet Rose" - 2:39
8. "Songs We Sing" - 3:10
9. "Yellow Taxi" - 3:41
10. "I Tried" - 2:43
11. "Behind The Moon" - 3:35
12. "Oh Dear" - 2:12
13. "Wash Away" - 3:55

### Pistas adicionales
1. "Lullaby" (European bonus track) - 2:38